# Even Wetten
Even Gabrielsen Wetten (* 12. August 1982 in Hamar) ist ein auf Sprints und Mittelstrecken spezialisierter norwegischer Eisschnellläufer.
Even Wetten debütierte im November 2001 im Weltcup in seiner Heimatstadt Hamar. Im Weltcup erreichte er bis heute (November 2006) nur dreimal Platzierungen unter den ersten Dreien. Deshalb kam sein Sieg am 5. März 2005 bei den Weltmeisterschaften in Inzell auf der 1000-Meter-Strecke unerwartet. Am folgenden Tag bestätigte er seine bis heute in dieser Form nie wieder erreichte Ausnahmeform mit einem dritten Rang über 1500 Meter. Seine beste Weltcupsaison hatte er 2005/06, als er auf der 1000-Meter-Strecke den 4. Rang im Gesamtweltcup erreichte. Fünfmal ist Wetten norwegischer Meister, viermal Vizemeister.
Wetten ist Athletenbotschafter der Entwicklungshilfeorganisation Right to Play.

## Eisschnelllauf-Weltcup-Platzierungen
| Platzierung | 100 m | 500 m | 1000 m | 1500 m | 3000/5000 m | 5000/10000 m | Team |
| ----------- | ----- | ----- | ------ | ------ | ----------- | ------------ | ---- |
| 1. Platz    |       |       |        |        |             |              |      |
| 2. Platz    |       |       |        | 1      |             |              |      |
| 3. Platz    |       | 1     | 1      |        |             |              |      |
| Top 10      |       | 2     | 11     | 8      |             |              |      |

(Stand: 21. Januar 2007)